# Corinthian FC
Der Corinthian Football Club war ein englischer Fußballverein aus der Hauptstadt London, der seine Spiele sowohl im Crystal Palace National Sports Centre als auch im Queen’s Club austrug. Der im Jahr 1882 von N. Lane Jackson, einem Verbandssekretär der Football Association, gegründete Verein sollte dabei eine Mannschaft aufbauen, die die Vorherrschaft der schottischen Nationalmannschaft auf Länderspielebene und die des FC Queen’s Park im Klubfußball beenden können würde.

## Geschichte

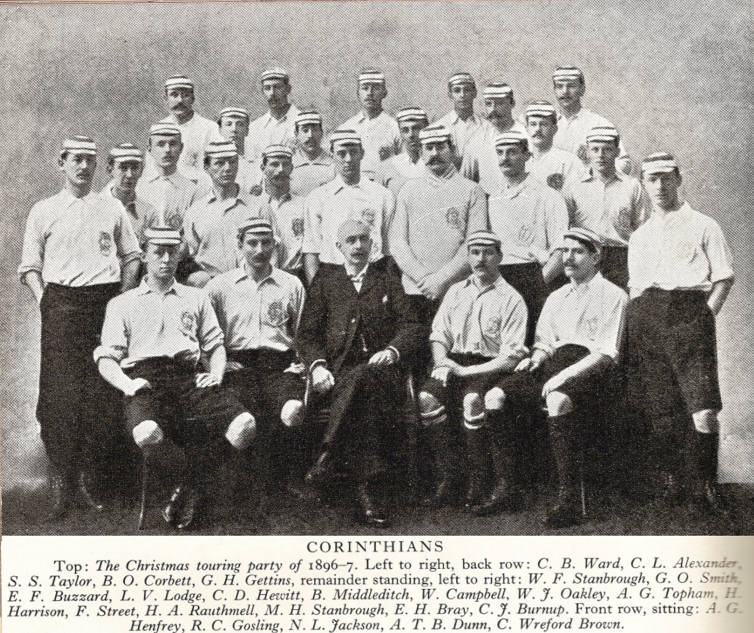
Tourneemannschaft von Weihnachten 1896

Die Konzeption der Mannschaft sah vor, dass diese nur Freundschaftsspiele absolvierte und zumeist gegen Amateurvereine aus dem Großraum London antrat. Der Verein galt zudem als Kaderschmiede für die englische Nationalmannschaft und während der 1880er Jahre stellten Spieler der Corinthians die Mehrheit bei den Partien gegen Schottland. Zu zwei Begegnungen gegen Wales bestand die englische Auswahl sogar vollständig aus Spielern des Corinthian FC. Da viele Corinthians aber auch zusätzlich noch in anderen Mannschaften – zumeist in Universitätsteams – spielten, wurden diese Rekorde von der FA nicht anerkannt.
Lange verweigerte der Corinthian FC seine Teilnahme an der Football League und dem FA Cup, da es dem Verein gemäß seiner Satzung verboten war, an Wettbewerben oder Preisspielen zu partizipieren. Erst zur Jahrhundertwende duellierte sich der Klub im Spiel um den Sheriff of London Charity Shield und besiegte im Jahr 1900 in der Partie der besten Profi- gegen die beste Amateurmannschaft den amtierenden englischen Meister Aston Villa mit 2:1. Nach der Meinung zeitgenössischer Experten wurden der Mannschaft gute Chancen im FA Cup im Falle einer Teilnahme zugeschrieben, wie auch ein 8:1-Sieg gegen die Blackburn Rovers zeigte, die 1884 kurz zuvor den Pokal gegen den FC Queen’s Park gewonnen hatten. Später gewann der Corinthian FC im Jahr 1903 ebenso überzeugend mit 10:3 gegen den FC Bury, der den FA Cup durch einen deutlichen 6:0-Erfolg über Derby County errungen hatte.
Die Corinthians schlossen sich dem 1907 gegründeten Amateurfußballverband Amateur Football Association an und da dem Verein fortan Spiele gegen die besten englischen Vereine aus der Football Association versagt blieben, begaben sie sich vermehrt auf weltweite Tourneen, um den Fußball populär zu machen. Dabei übernahm der spätere Weltklub Real Madrid die weiße Spielkleidung der Corinthians und mit dem Sport Club Corinthians Paulista adoptierte ein brasilianischer Verein den Namen. Auch die Corinthian Bowl, die zwischen 1906 und 1913 in Schweden ausgetragen wurde, ging auf den englischen Amateurklub zurück.
Nach dem Ende des Ersten Weltkriegs nahm der Klub erstmals am FA Cup teil, kam aber bis 1939 nicht über die vierte Runde hinaus. Auch der einmalige Auftritt im Spiel um den Charity Shield ging 1927 mit 1:2 gegen Cardiff City verloren. Vorangegangen war eine Änderung in den Vereinsregeln, die es nun gestattete, „an einem Wettbewerb teilzunehmen, dessen vorrangiges Ziel nicht der Wohltätigkeit entspricht“.
Im Jahr 1939 fusionierte der Corinthian FC mit dem Casuals FC und begründete den Corinthian-Casuals FC, der heute noch in der achtklassigen „Isthmian League Division One South“ aktiv ist.

## Nationalspieler des Corinthian FC
Zu den berühmtesten Corinthian-Amateuren zählten Spieler wie Max Woosnam and C. B. Fry. Zudem absolvierte der ehemalige Profispieler Fred Spiksley 1907 – den später eine Trainerkarriere um die Welt führte und dabei 1927 mit dem 1. FC Nürnberg auch deutscher Meister wurde – zu seinem Karriereende ein Spiel für den Corinthian FC.
Eine Reihe von Nationalspielern besaß neben dem Corinthian FC noch einen weiteren „Hauptklub“. Nur die folgenden 17 Auswahlspieler waren zuallererst „Corinthians“:
| Name                     | Einsätze | Tore | Zeitraum  |
| ------------------------ | -------- | ---- | --------- |
| Claude Ashton            | 1        | 0    | 1925–1925 |
| Alfred Bower             | 5        | 0    | 1923–1927 |
| Bertie Corbett           | 1        | 0    | 1923–1923 |
| Norman Creek             | 1        | 1    | 1923–1923 |
| Graham Doggart           | 1        | 0    | 1923–1923 |
| Tip Foster               | 4        | 3    | 1901–1902 |
| C. B. Fry                | 1        | 0    | 1901–1901 |
| Kenneth Hegan            | 4        | 4    | 1923–1923 |
| Arthur Henfrey           | 4        | 1    | 1892–1896 |
| Cecil Holden-White       | 2        | 0    | 1888–1888 |
| Anthony Hossack          | 2        | 0    | 1892–1894 |
| Vaughan Lodge            | 2        | 0    | 1896–1896 |
| Bernard Middleditch      | 1        | 0    | 1897–1897 |
| William Oakley           | 12       | 0    | 1897–1901 |
| Basil Patchitt           | 2        | 0    | 1923–1923 |
| G. O. Smith              | 7        | 5    | 1899–1901 |
| Geoffrey Plumpton Wilson | 2        | 1    | 1900–1900 |

## Reisen
Der Corinthian FC war für seine Reisefreudigkeit bekannt und unternahm zahlreiche Auslandsreisen, die den Verein und seine Spieler zu Spielen auf vier Kontinenten führten.
| Reisen der Corinthians |
| - 1884 – Nordengland - 1897 – Südafrika - 1903 – Südafrika - 1904 – Ungarn - 1904 – Skandinavien - 1906 – Nordamerika - 1906 – Deutschland und Niederlande - 1907 – Südafrika - 1908 – Paris - 1909 – Prag und Schweiz - 1910 – Brasilien - 1911 – Nordamerika - 1911 – Spanien - 1912 – Prag - 1913 – Brasilien - 1921 – Frankreich - 1922 – Dänemark und Niederlande - 1923 – Belgien und Niederlande - 1924 – Nordamerika - 1928 – Dänemark und Deutschland |